# Лаврів (Самбірський район)
Лаврі́в — село у Самбірському районі, Львівської області.
Населення — 433 осіб станом на 2015 рік. Відстань до районного центру  Самбір — 30 км, до найближчої залізничної станції Тершів — 9 км.
Орган місцевого самоврядування — Старосамбірська міська рада.
Діє початкова школа та дитячий будинок для сиріт та дітей з малозабезпечених сімей.

## Географія
У селі річка Лєнінка впадає у річку Лінинку.

## Історія

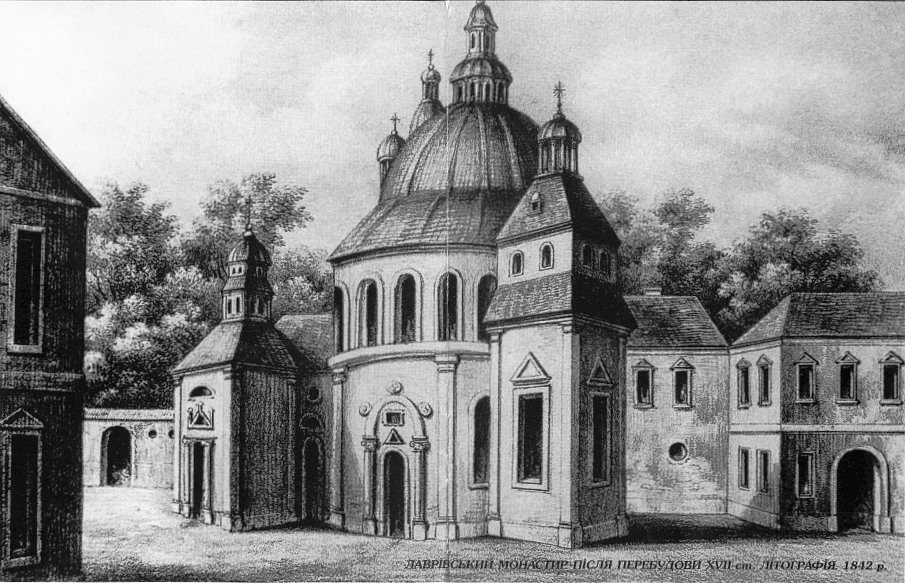
Лаврівський монастир святого Онуфрія. Літографія 1842 р.

Одне з найвідоміших місць Старосамбірщини. Перша письмова згадка датована 1291 р.
Діє Монастирський храм «Пророка Онуфрія», монастирська обитель «Чину Святого Василія Великого», побудована в 1547 р. та відновлена в 1910 р. Храмове свято — 25 червня.

## Пам'ятки
На території села з XIII ст. існує монастир святого Онуфрія.
Лаврівський — найдавніший монастир Святого Онуфрія в Україні. Лаврівський монастир є важливою архітектурною та мистецькою пам'яткою. З метою дослідження історії, архітектури, живопису та архіву Лаврів відвідували відомі діячі України: І. Нечуй-Левицький, Я. Головацький, І. Франко, М. Грушевський, І. Крип'якевич, О. Барвінський, В. Щурат, О. Духнович, А. Шептицький.
За легендою, у с. Лаврові похований Лев Данилович, князь Галицько-Волинського князівства.

## Відомі люди

### Народились
- Звіринський Карло Йосипович — український маляр, педагог.

### Проживали, працювали
- Гриневецький Мелетій Модест — церковний діяч, богослов та історик, джерелознавець, професор і ректор Львівського університету.[2]